# ニーナ・ペトロブナ・フルシチョワ

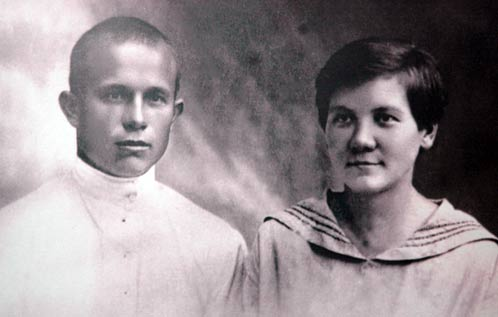
ニキータ・フルシチョフとニーナ・クハルチュク（1924年）

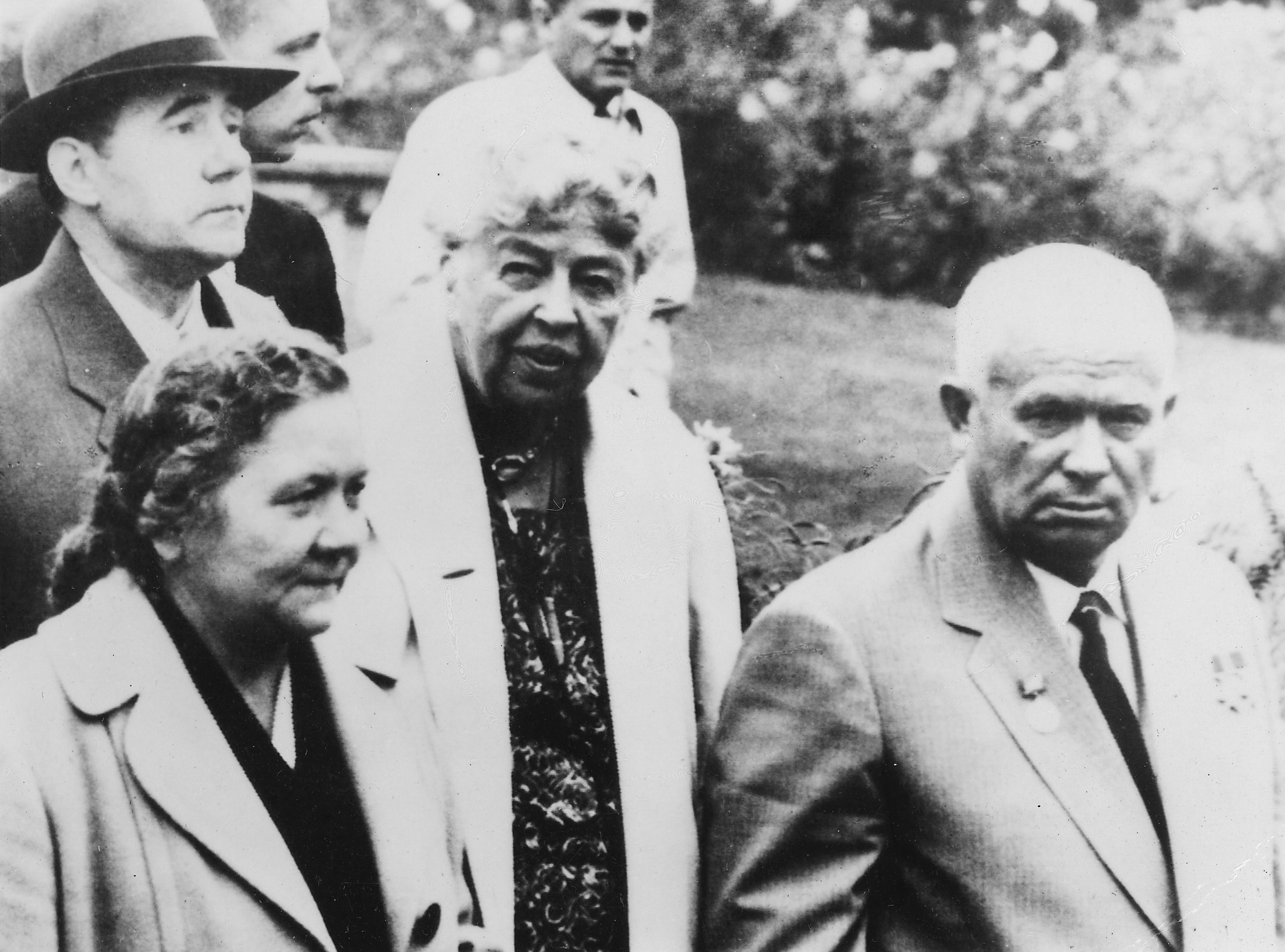
左からアンドレイ・グロムイコ、ニーナ・フルシチョワ、エレノア・ルーズベルト、ニキータ・フルシチョフ（1959年、ニューヨーク州ハイドパークにて）

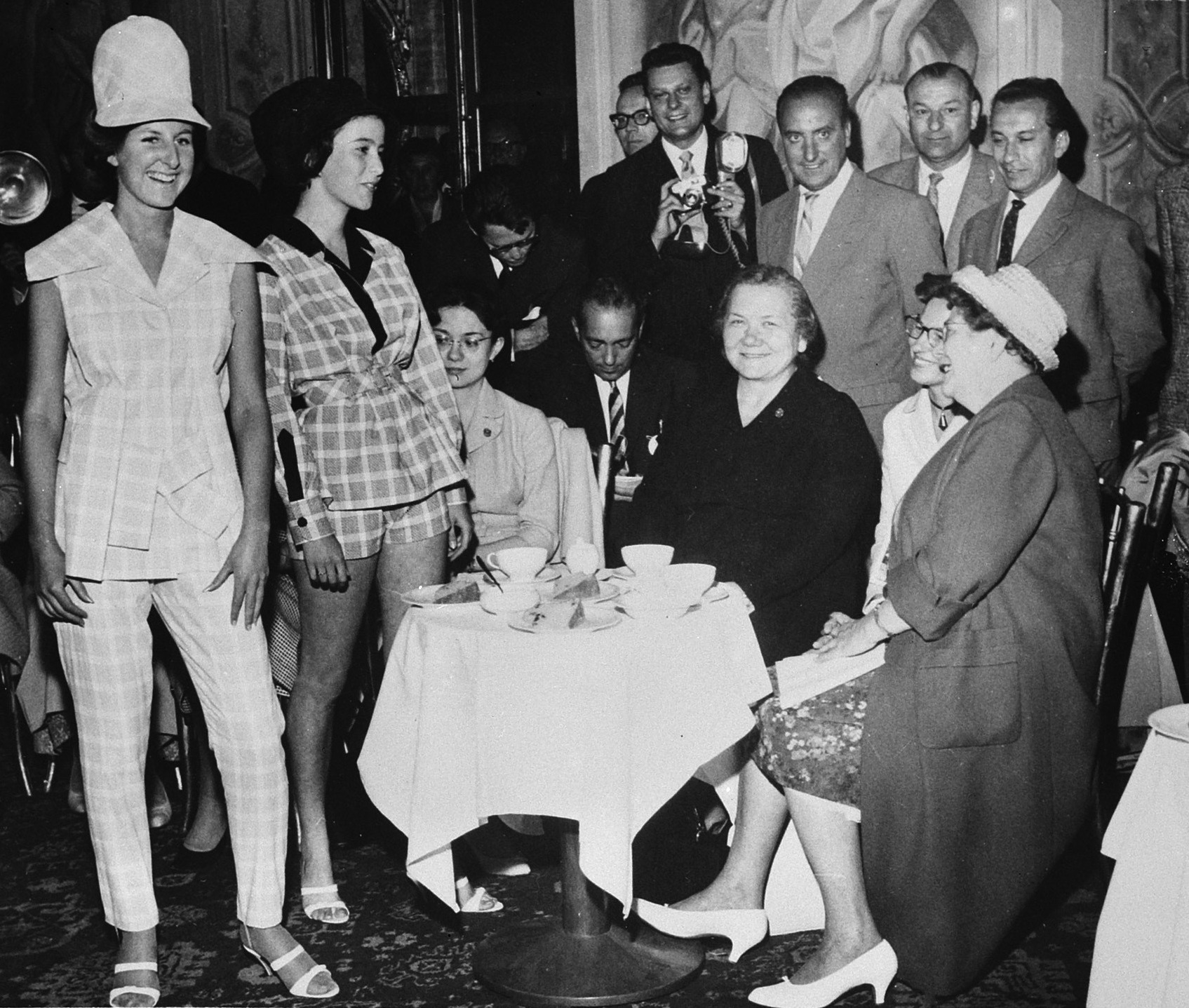
ファッションショーを鑑賞するフルシチョワ（1960年）

ニーナ・ペトロブナ・フルシチョワ（ロシア語: Нина Петровна Хрущёва、ウクライナ語: Ні́на Петрі́вна Хрущо́ва、1900年4月14日 - 1984年8月13日）は、ソビエト連邦最高指導者ニキータ・フルシチョフの妻（ファーストレディ）である。

## 生涯
ロシア帝国のルブリン・グベールニヤ（現ポーランド・ルブリン県）でニーナ・ペトロブナ・クハルチュク（ロシア語: Нина Петровна Кухарчук）として生まれた。両親は農民だった。村の小学校に3年間通った後、1912年にルブリンの学校に転入し、その後ヘウムの高校に入学した。
第一次世界大戦が勃発するとクハルチュクはオデッサに移り、1919年に学校を卒業すると秘書として働いた。1919年にボリシェヴィキに参加した。クハルチュクは、母語のルシン語レムコ方言のほかに、フランス語、ポーランド語、ロシア語、ウクライナ語を流暢に話せたことから、当時フランス軍に占領されていたオデッサにおける青年共産主義者同盟の指導者の一人となった。クハルチュクはイヴァン・フランコの息子タラス・フランコとともに、ウラジーミル・レーニンの命によりウクライナ・ガリシア軍に共産主義思想を広めるために創設されたガリシア党支部に参加した。1920年6月、クハルチュクはポーランド戦線のアジテーターに任命され、西ウクライナ共産党中央委員会の教育部と女性部の指導者となった。その年の年末、クハルチュクは勉強を続けるためにモスクワに派遣された。
1921年にバフムートの共産党学校の教師となった。その直後にチフスにかかったが、回復後はドネツクの共産党学校に移った。1922年、ドネツクでニキータ・フルシチョフと出会い、正式な結婚はしなかったものの、一緒に生活するようになった。1926年、クハルチュクは政治経済学を学ぶために再びモスクワに送られ、その後キエフの党学校の教師となった。1929年、キエフでフルシチョフとの間の第一子ラーダを出産した。フルシチョフには、前妻との間に2人の子供がいたが、クハルチュクはその面倒も見ていた。1930年、フルシチョフのモスクワ赴任にクハルチュクも帯同し、フルシチョフの両親と生活するようになった。モスクワではランプ工場で党幹部として働いた。1935年に息子のセルゲイを、1937年に娘のエレーナを出産した。
1938年にフルシチョフがウクライナ共産党第一書記に任命され、一家はキエフに戻った。しかし、その3年後のドイツのソ連侵攻によりサマーラに疎開した。
1953年にフルシチョフがソビエト連邦の最高指導者になり、クハルチュクはソビエト連邦のファーストレディとして活動した。それまでのソ連最高指導者の妻とは違い、クハルチュクはフルシチョフの外遊に同行し、公式行事に同席し、また、フルシチョフの私生活を事実上管理していた。クハルチュクはロシア語、ウクライナ語、ポーランド語、フランス語、英語を流暢に話し、共産党の各種学校で長年学んでいた。
長らく事実婚の状態だったが、フルシチョフが失脚した後の1965年に正式に結婚した。余生をモスクワ州のジューコフカで過ごし、1984年8月13日に84歳で死去した。